# 達拉斯聯合車站
達拉斯聯合車站（英語：Dallas Union Station)，正式名稱為艾迪·伯尼斯·強森聯合車站（Eddie Bernice Johnson Union Station，簡稱為EBJ Union Station）是美國德克薩斯州達拉斯的一座鐵路總站。車站位於達拉斯市中心留尼旺區（Reunion District），是達拉斯的著名地標之之一。達拉斯輕軌，三一快速鐵路以及美國國鐵列車均停靠本站，此外該站也是達拉斯貨運鐵路的咽喉。1975年被美國的國家史蹟名錄所收錄。在1954年，這座車站曾作為臨時圖書館使用。

## 車站歷史
20世紀初期，由於經濟迅速發展帶來鐵路運輸需求大增，達拉斯的鐵路得到了迅速的發展。多家鐵路公司將路網拓展到達拉斯，導致達拉斯市區和近郊被鐵路分割，各個鐵路公司各自為政，平交道口眾多，影響城市交通和行人安全。1911年，達拉斯在其都市規劃“凱斯勒計畫”（Kessler Plan）中，首次提出了整理市區及周邊鐵路路線，建立統一的聯合車站供各大鐵路公司使用的想法。1912年，聯合車站公司（Union Terminal Company）成立，在達拉斯城市的西南，三一河（Trinity River）河畔開始修建新型大型車站。1916年10月車站正式竣工並投入使用。一共有九家私營鐵路公司先後使用該站收發旅客列車和郵件：艾奇遜、托皮卡和聖塔菲鐵路，聖路易斯西南鐵路，沃斯堡和丹佛鐵路，芝加哥、岩島和太平洋鐵路，伯靈頓和岩島鐵路，聖路易斯和舊金山鐵路，密蘇裡-堪薩斯-德克薩斯鐵路（密蘇裡太平洋鐵路），南太平洋鐵路，德克薩斯和太平洋鐵路。高峰時期每日收發旅客列車近80次。
二十世紀50年代以來，長途鐵路客運在美國走向式微，私營鐵路公司逐漸停開客運列車，往來班次減少。1969年5月31日，密蘇裡太平洋鐵路“德州之鷹”號離開車站後，聯合車站的所有列車被取消，車站被關閉，達拉斯也因此成為了美國第一個完全沒有長途鐵路客運的大型城市。
1971年美國國鐵成立並接管美國所有長途客運後，起初並未立即啟用該站。所有經達拉斯-沃斯堡大都會區的列車均以沃斯堡原海灣、科羅拉多河聖塔菲鐵路客運車站收發。1974年3月，擁有並負責聯合車站運營的聯合車站公司宣布解散，車站所有權轉交給達拉斯市政府並重新啟用，供美鐵“中美洲號”（Inter-American）（聖路易斯-拉雷多，後逐漸演變成芝加哥-聖安東尼奧/洛杉磯，並改名為“德州之鷹”號）停靠。美鐵“孤星號”（Lone Star）（芝加哥-休斯頓）也曾以達拉斯作為其中一個支線的終點（分支點在沃斯堡）該車次與1979年隨“孤星號”停運而停止。
20世紀90年代起，美國城市公共交通開始重新得到重視。1996年，達拉斯地區捷運局輕軌（DART）開通，緊接著連接達拉斯和沃斯堡的通勤列車：“三一快速鐵路”（Trinity Express Railway）開通，使得聯合車站重新煥發了活力。

## 車站結構
聯合車站位於達拉斯市中心西南角。車站站房由著名鐵路車站設計師賈維斯·亨特（Jarvis Hunt）設計，為布雜藝術建築。起初車站二層均用於旅客候車，目前一層仍用於往來旅客，二層則改建為會議大廳，交由凱悅酒店運營用於舉辦各類活動。
車站建成時共有5座島式月台，通過軌道上方的走廊和站房二層候車大廳相連。目前靠近站房的2座月台及軌道已被拆除並改建為停車場。剩下2座島式月台，一座側式月台供達拉斯輕軌，三一快速鐵路，和美國國鐵列車停靠。緊臨月台區到發線的是雙線正線，目前為聯合太平洋鐵路所有，和達拉斯地區其他鐵路公司的線路接軌。因此常常可以見到BNSF，達拉斯、伽蘭德和西北鐵路等私營鐵路貨運列車借道通過。
為適應通勤客流，和站房二層相連的走廊已被拆除，旅客即可通過平交道進出站，也可通過與站台相連的地下通道前往站房，凱悅酒店，留尼旺塔等處。

## 運營狀況
達拉斯聯合車站是達拉斯公共交通中心，以下交通線路均收發或經停於本站：
- 城際鐵路
  - 美鐵：德州之鷹號（芝加哥聯合車站 至 聖安東尼奧車站，部分車次由聖安東尼奧延長至洛杉磯聯合車站）

- 通勤鐵路
  - 三一快速鐵路（達拉斯聯合車站 至 沃斯堡德克薩斯和太平洋鐵路車站）

- 都市捷運
  - 達拉斯輕軌：紅線，藍線
  - 達拉斯電車

- 巴士
  - DART巴士：1，19，21，60
  - D-LinK: 722

## 外部連結
- Union Station （页面存档备份，存于） | Dallas Area Rapid Transit
- Union Station | Trinity Railway Express
- Amtrak - Stations - Dallas, TX
- Union Station Wolfgang Puck （页面存档备份，存于） | Event venue
- Dallas Union Station （页面存档备份，存于）, from Amtrak's Texas Eagle website
- Dallas, Texas (DAL) (Amtrak's Great American Stations) （页面存档备份，存于）
- Dallas Amtrak-DART-TRE Station (USA Rail Guide — Train Web) （页面存档备份，存于）